# Grubbe (dansk ätt)
Grubbe var en mäktig och vitt utbredd dansk uradlig adelsätt, känd från Själland i Danmark och senare Tyskland, där ätten fortlever med namnet Grube. 
Vapen: 2½-3 röda spetsar bjälkvis från vänster eller höger sida, på vitt (silver) fält. Vapnet fördes i flera variationer och tinkturer.

## Historia
Få andra danska ätter kan som ätten Grubbe följas så långt tillbaka som 1200-talet, eftersom många andra dog ut under den svarta döden 1350-80. Släktens medlemmar skrev sig ofta Grubbe, och förde ett vapen som varierades med två och en halv, eller oftast tre spetsar antingen från vänster eller höger. Vapnet är snarlikt det som förs av nordtyska släkter som Rohr, von Beust, von Königsmarck med flera, utan att någon släktskap har kunnat påvisas med ätten Grubbe, med undantag för danska ätten Ulfstand, vilken liksom Grubbe är släkt med tyska ätten Minckwitz (von Minckwitz).
En Gunde Grubbe är omnämnd  1127 i Vejringe på Falster, och en Johannes Grubbe 1280 i Söderjylland, men med oviss koppling till ätten, som snart grenade ut sig i flera grenar. Johannes Grubbe, som betraktas som stamfadern till det den danska Grubbe-släkten och som var närvarande när hertig Valdemar IV Eriksen av Schleswig bekräftade privilegierna til staden Flensborg 1284, var far till rådmannen, Peder Grubbe, som 1326 satte sitt sigill på Valdemar III Eriksen:s handfästning som Danmarks kung, och Johannes Grubbe, som blev far till Peder Grubbe till Ordrup. Den sista nämns 1333 när han pantsatte gods till Antvorskov kloster, satte sitt sigill 1360 på hertig Kristofer av Danmarks handfästning, och som riddare nämns han 1362 bland kungens vittnen för fröken Ingeborg Valdemarsdotter medgift. I juli 1365 nämns han vid avtalet i Kolding mellan kung Valdemar Atterdag och bröderna Henrik II av Holstein och Nikolaus. Deltog november 1369 vid traktaten i Stralsund som i 15 år därefter bestämde att två tredjedelar av inkomster från Skåne skulle gå till hansestäderna, och 1377 satte sitt sigill på kung Olofs handfästning. Bland den tidigare Johannes Grubbes ättlingar kan nämnas de två bröderna, Mogens Jensen Grubbe, biskop av Børglum och senare av Ribe, som var mycket uppskattad av kung Valdemar Atterdag, och hans broder Bent Byg Grubbe till Gunderslevholm, som blev kung Olufs:s hovmästare.
Värt att nämna är rikskansler Eiler Grubbe (1532-1585) till Lystrup, son till Sivert Grubbe (1484-1559) och Mette Pallesdatter Ulfeldt (1486-1562), sekreterare först i kansleriet, och sedan 1554 hos vid den tidpunkt prins Frederik II i Malmøhus, 1558-1559 hovsjunkare, 1560 blev han rentmästare, 1570 rikskansler och riksråd. 1561 beviljats han med länet Morup i Halland och - vad som visar i vilken utsträckning kyrkans gods gick över till kronan efter Reformationen - förutom ett antal kanonikater,  t.ex. 1555 Ribe, 1560 Lund och Århus, och år 1562 fick han prosteriet i Lund, 1566 prosteriet i Viborg och var som kansler beviljat med Odense prosteriet. 1571-1577 hade han ett annat tidigare kyrklig egendom, godset Husumgaard nära Köpenhamn, som han hade pant på för 500 riksdaler, och från 1572 fram till sin död var han hövitsman vid Tryggevælde och hade här också 1575-1585 Vordingborg och 1575-1583 Jungshoved län under sig. 
Ätten Grubbe förefaller att med viss ovisshet möjligen ha dött ut på 1700-talet, när ett flertal officerare med namnet Grubbe är kända till namnet, men med oklar släktanknytning, varför det exakta årtalet för ättens utslocknande är oklart. Senare borgerliga danska släkter har ingen påvisbar koppling till ätten Grubbe. I Tyskland fortlever ätten med namnet Grube.

## Andra ätter med namnet Grubbe
Namnet Grubbe är känt från sju andra danska ätter, vilka alla förefaller härstamma från den ursprungliga ätten Grubbe på spinnsidan, men alla dessa ätter har fört sina fäderneärvda vapen.

## Medlemmar i urval
- Adelheid Grubbe, gift med Torkel Pedersson Brahe till Rännenäs och Mygdal
- Bent Byg Grubbe (-1391), till Gunderslevholm (Östra Flakkebjerg härad, Sjælland), kung Olof:s hovmästare
- Mogens Jensen Grubbe (-1369), biskop av Børglum och senare av Ribe
- Diderik Grubbe (1656-1702)
- Eiler Grubbe (1532-1585) till Lystrup, rikskansler
- Erik Grubbe (1605-1692)
- Evert Grubbe (-1492) – rikskansler
- Jesper Pedersen Grubbe, till Olstrup (1588-1622) gift med Anna Hansdotter Wittorp
- Jørgen Grubbe (1584-1640)
- Knud Grubbe (1542-1600)
- Marie Grubbe (ca. 1643-1718), ättens mest "kända" medlem, säkert i litteraturen, med tre strategiska giften, varav ett med en utomäktenskaplig son inom danska kungahuset, vars brokiga liv är omskrivet, och föremål för romaner och liknande.
- Mogens Jensen Grubbe (död ca. 1369) – biskop
- Regitze Grubbe (1618-1689)
- Sivert Grubbe (1566-1636) till Hofdal, Torup och Högholt
- Magdalena Grubbe
- Juliane Pedersdotter (Grubbe), till Ordrup, gift med danska riksrådet Peder Axelssen (Tott) (-1376). Deras son Axel Pedersen (Tott) var far till Axelssönerna.

### Allmänna källor
- Poul Bredo Grandjean, "Grubbe", i: Christian Blangstrup (red.), Salmonsens Konversationsleksikon, Köbenhamn: J.H. Schultz Forlag 1915-30.
- Abeou, Claude (2011) Familytreemaker.geneology.com